# 法那尔人

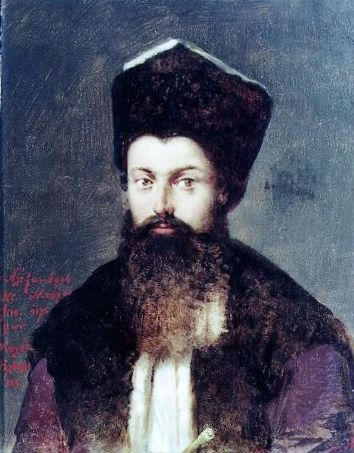
法那尔人，奥斯曼帝国大译官亚历山大·毛鲁奇斯

法那尔人或法纳尔希腊人（希腊语：Φαναριώτες，土耳其语：Fenerliler）是指传统上居住于君士坦丁堡法那尔区的东正教希腊裔居民。法那尔也是东罗马灭亡后希腊裔在君士坦丁堡的聚居区，君士坦丁堡普世牧首位于此区。法那尔人在鄂圖曼帝国具有很大影响力。历来辈出帝国翻译官，舰队翻译官，摩爾達維亞总督以及瓦拉几亚总督。
由于法那尔人的城居倾向以及其所受的西式教育，他们对其希腊人身份有着认同感。据鄂圖曼帝国权贵，法那尔人尼古拉斯·馬夫羅科扎托斯所言：“我们是彻底的希腊人。”
法那尔人起源于十六世纪后期一些富有的希腊裔商人（大部分为罗马遗民）。他们于十八世纪在鄂圖曼属巴尔干地区有着行政方面极大的影响力。他们喜欢将住处选在距鄂圖曼帝国治下所有东正教米利特之代表——君士坦丁堡普世牧首所处的法那尔区。普世牧首区执政官多由法那尔人出任，並在18世紀中期，成功將其權限擴大到原本獨立的塞爾維亞和保加利亞教會。因此他们在教务上有着主导权并且时常干涉神职的铨叙，甚至连君士坦丁堡普世牧首的选举也不例外。
大約從17世紀末期開始，法那爾人就逐漸獲得鄂圖曼中央重用，在行政管理部門占據重要地位。法那爾人是鄂圖曼帝國與歐洲各國交往中的翻譯人和中間人，並在財政上為帝國出力以換取特權，譬如他們中的銀行家通常為土耳其帕夏出錢買官，以此交換取得利潤豐厚的包稅合同。更重要的是，1711年鄂圖曼人把帝國在巴爾幹半島的穀倉地區——羅馬尼亞諸省的統治權交給法那爾人，使得這些希臘人總督向鄂圖曼繳納巨額的款項。於是他們成為與帝國有共生關係的中間人與受益人，和仍居於希臘半島的本土希臘人日漸隔閡與斷裂。
许多法那尔人在鄂圖曼帝國官居要职，自1669年至1821年希腊独立战争时期，大部分最高樸特及驻外国帝国翻译官由法那尔人出任，这是因为他们的教育程度要高于帝国平均水准。由于法那尔人中出现了大量的高级神职人员、地方豪强、以及商人，他们代表着鄂圖曼帝国治下希腊裔中受到良好教育的那一部分。在希腊独立战争期间，法那尔人在希腊国民大会的建立中扮演了关键角色。
當部分法那爾人領導並參與1821年開始的希臘獨立戰爭之後，隨著1821年君士坦丁堡大屠杀爆發，法那爾人失去了鄂圖曼帝國原有的信任，並被穆斯林視為叛國者；不但再也無法擔任多瑙河地區的總督，也失去了過往的高級職位與特權地位。此後，原來由法那爾人銀行家壟斷的金融市鎮，如君士坦丁堡和帝國的其他省分，大多被亞美尼亞人取代其銀行業務，此外猶太商人也變得活躍且重要起來。

## 法那尔人贵族
- 卡利馬奇家族
- 馬夫羅科扎托斯家族
- 杜卡斯家族
- 伊普西兰提斯家族
- 卡拉迪亚家族
- 坎塔孔泽诺斯家族
- 吉卡家族
- 科穆寧家族
- 毛鲁奇斯家族
- 馬诺斯家族